# Ахавно (річка)
Ахавно (азерб. Zabuxçay, вірм. Աղավնո) — річка у Лачинському районі Азербайджану. Річка починається біля хребту на кордоні з Сюніком і впадає в річку Акарі. На лівому березі річки розташований славнозвісний монастир IV століття — Ціцернаванк.
На річці розташовані села Ахавно, Мелікашен, Ціцернаванк, Тандзут, Варазгом, Мошатах, Бердік та Хак.
За розмірами річка невелика, але русло її досить велике. Правий берег низинний та рівнинний, а лівий високий та гірський. Саме по лівому берегу проходить дорога, що з'єднує навколишні села з високоякісною міждержавною трасою Єреван — Степанакерт.